# Tricholoma saponaceum
Tricholoma saponaceum (Elias Magnus Fries, 1818 ex Paul Kummer, 1871), este o specie de ciuperci necomestibile din încrengătura Basidiomycota în familia Tricholomataceae și de genul Tricholoma. Acest soi, denumit în popor săpunăriță, săpunar sau săpunic, coabitează, fiind un simbiont micoriza (formează micorize pe rădăcinile arborilor). El este des întâlnit, crescând solitar sau în grup și se poate găsi în România, Basarabia și Bucovina de Nord în păduri de foioase precum de conifere, prin luminișuri ierboase, de la câmpie până la munte, din august până în noiembrie (decembrie).

## Descriere

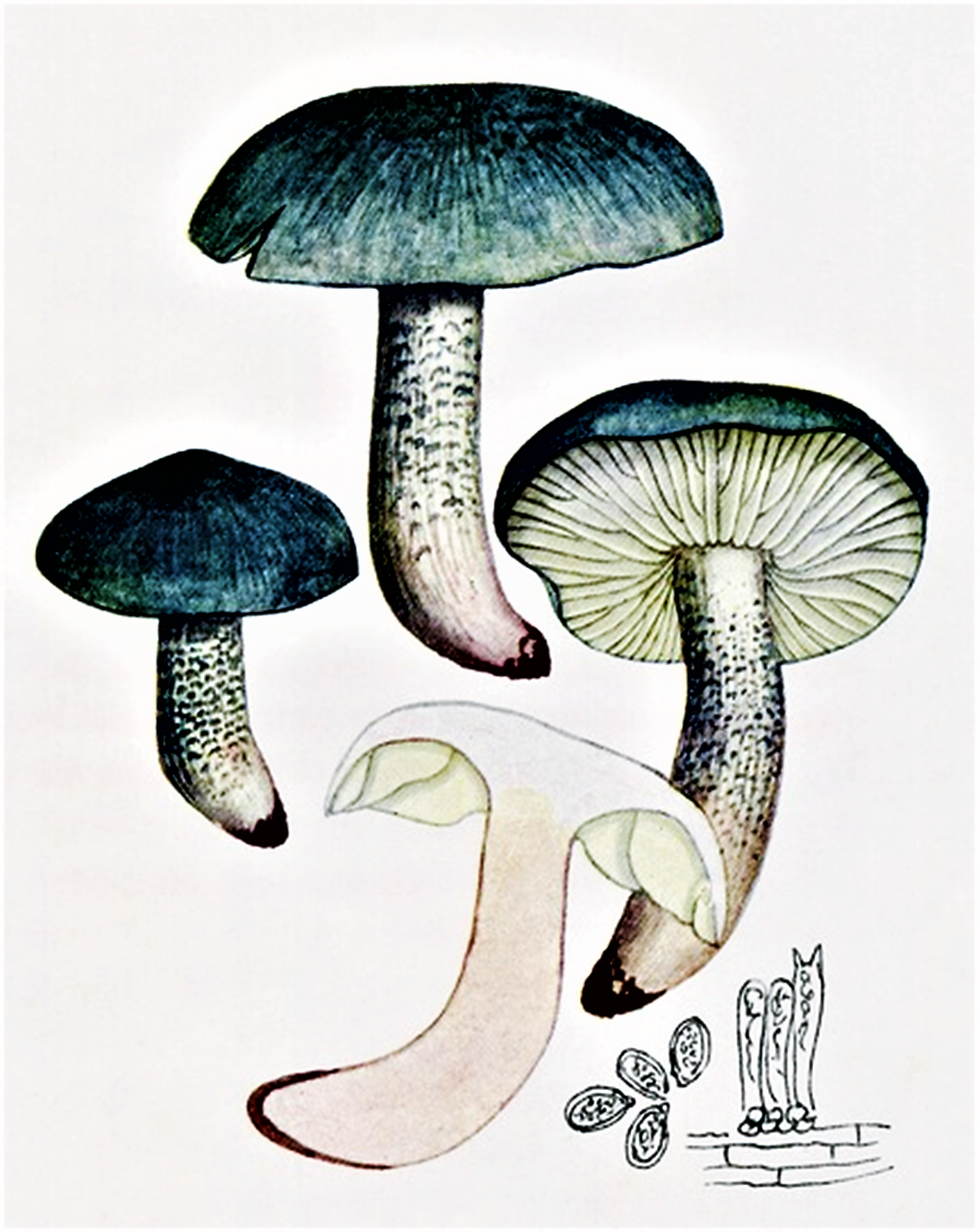
Bres.: T. saponaceum

- Pălăria: are un diametru de 5-10 (15) cm, este foarte cărnoasă, inițial curbat-conică cu marginea răsfrântă în jos, pentru ca la maturitate să devină plată, uneori cu un gurgui larg. La bătrânețe adâncită, apare atunci ondulată cu marginea ridicată și zdrențuită precum cu crăpături în mijloc. Cuticula este netedă, mată și uscată, la umezeală numai slab unsuroasă, cu solzișori mai închiși și cu nuanțe mai deschise către margine. Coloritul bazează pe un gri-verzui, variind deseori, fiind albicios, verzui, câteodată chiar brun-deschis cu tonuri roșcate sau gri-negricios.
- Lamelele: sunt destul de late, relativ distanțate, sinuate, cu scurte lameluțe intercalate și unite cu piciorul printr-un mic șanț, dar niciodată decurente. Culoarea lor este albicioasă, câteodată cu nuanțe verzuie sau cenușiu-gălbuie.
- Piciorul: are o înălțime de 4-10 cm și o lățime de 1,5-2,5 cm, este solid, plin, cilindric, câteodată puțin îngroșat la bază și fibros-solzos de-a lungul. El este mereu mai deschis la culoare decât pălăria.
- Carnea: este densă, solidă și albă, dar în urma unei tăieri se decolorează după ceva timp roșiatic, mai ales în picior, având un miros inconfundabil de săpun de rufe (în special dacă se freacă o bucățică între degete) și un gust tot similar săpunului, de obicei cu gust amărui, uneori cu nuanțe făinoase. Trebuie remarcat faptul, că ciupercile tinere mai au un miros aproape imperceptibil.
- Caracteristici microscopice: are spori elipsoidali, netezi și neamilozi (nu se decolorează cu reactivi de iod), având o mărime de 5-6,5 x 3,5-4 microni. Pulberea lor este albă.[4][5]
- Reacții chimice: Buretele se decolorează cu Hidroxid de potasiu maro și cu lactofenol încet brun-violet.[6]

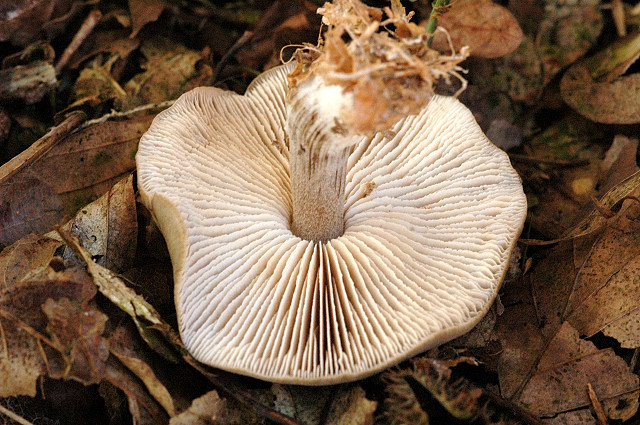
T. saponaceum, lamele și picior
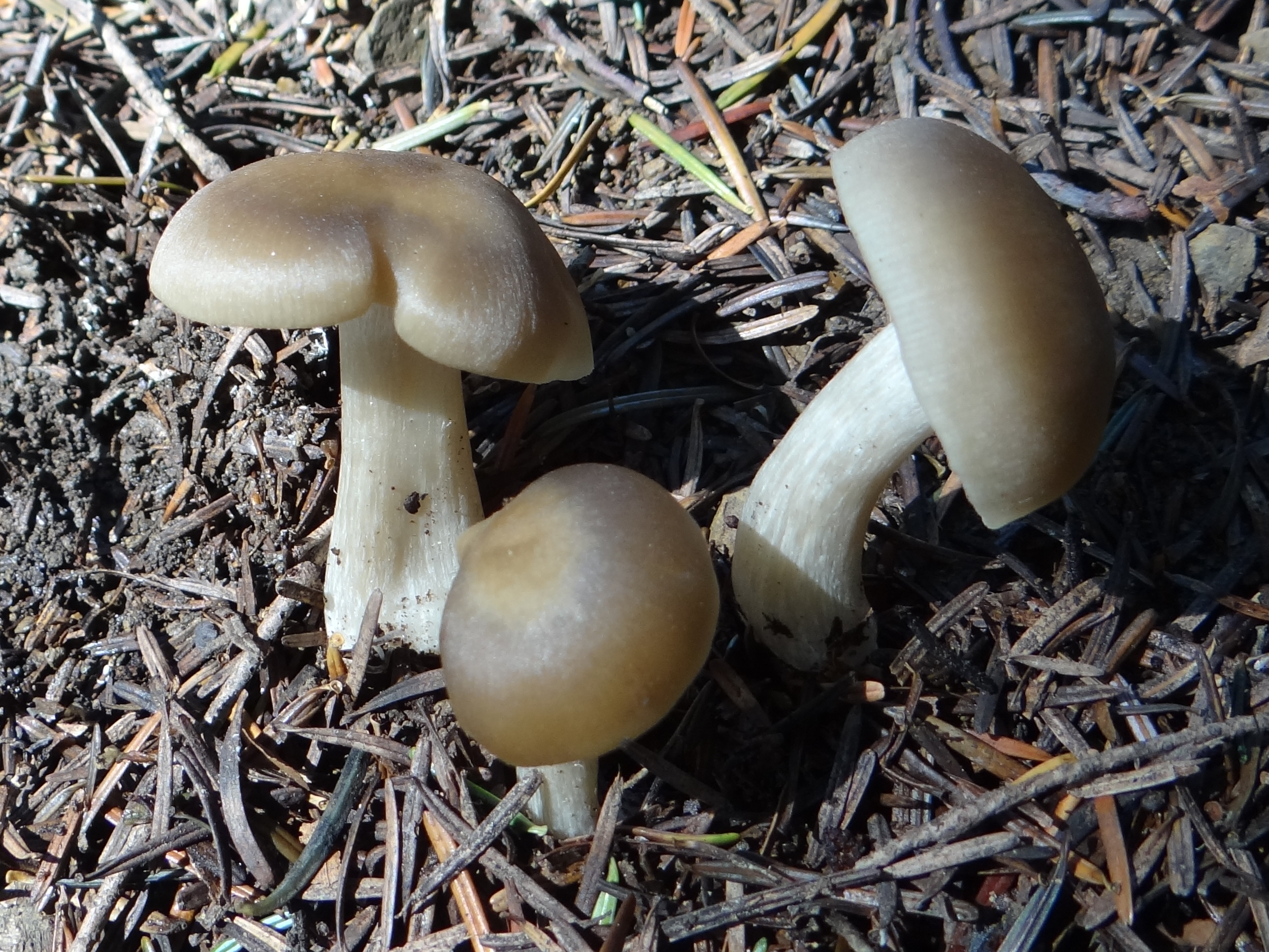
T. saponaceum tineri
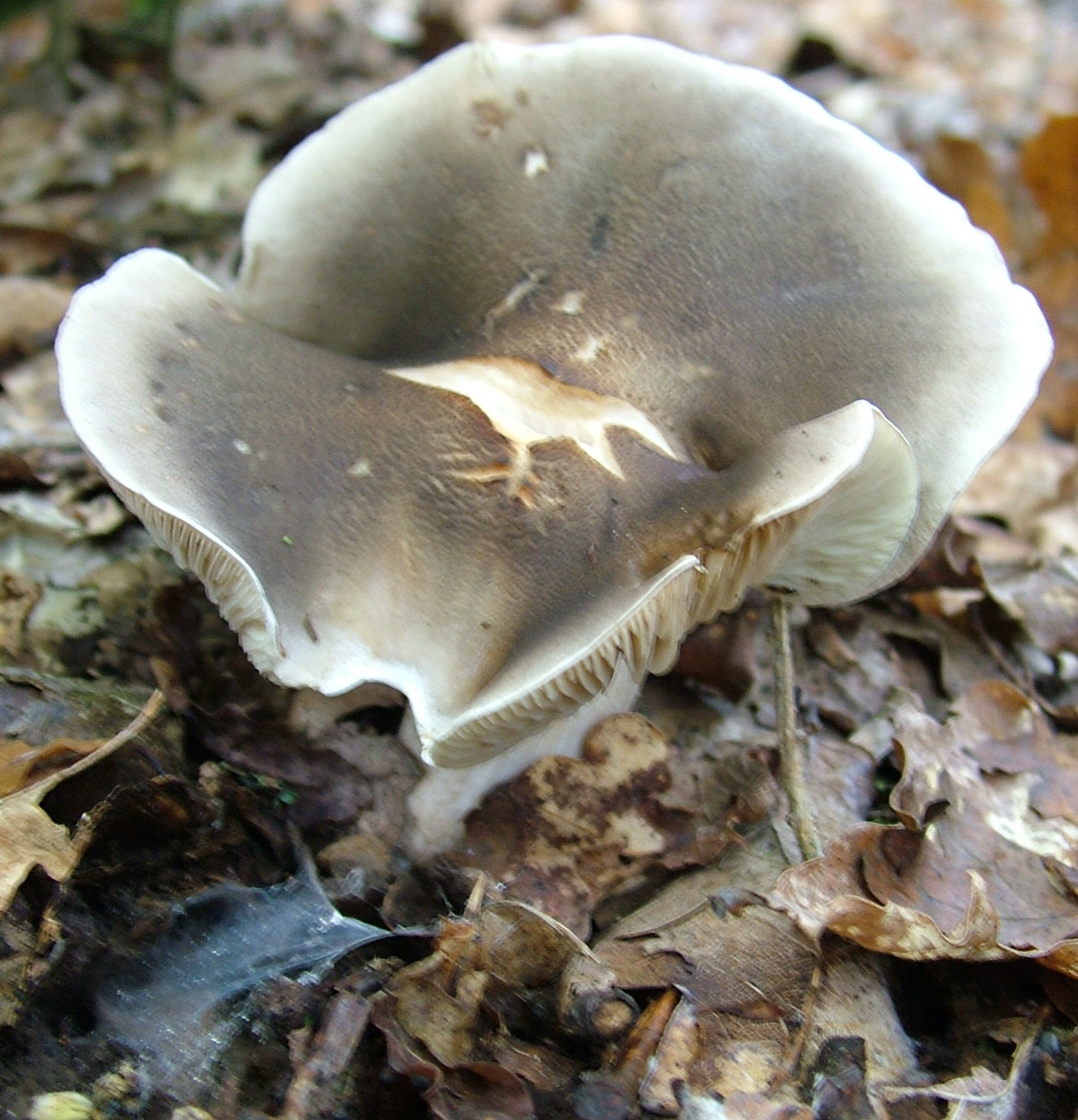
T. saponaceum bătrân
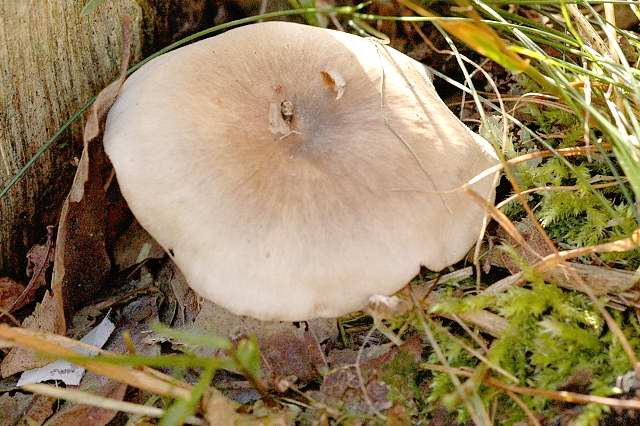
T. saponaceum, variație mai deschisă

## Confuzii
Săpunărița poate fi confundată cu de exemplu: Tricholoma acerbum (necomestibil), Tricholoma argyraceum (comestibil), Tricholoma fulvum (necomestibil, pălărie brun-gălbuie până brun roșiatică, lamele pal gălbuie care devin la bătrânețe ruginii, miros de făină, gust amărui-făinos), Tricholoma atrosquamosum sin. Tricholoma squarrulosum (comestibil), Tricholoma cingulatum (comestibil), Tricholoma gausapatum (comestibil), Tricholoma imbricatum comestibil, dar de calitate inferioară, suprafață maronie, solzos-fibroasă, cu miros imperceptibil, niciodată de săpun sau faină și gust cu timpul amar), Tricholoma pardinum sin. Tricholoma tigrinum (foarte otrăvitor) Tricholoma portentosum (comestibil, pălărie de culoare mai închisă, câteodată cu tonuri măslinii, carnea sub cuticulă gri-gălbuie, lamele albe la maturitate cu pete galbene, la bătrânețe galben-verzuie, miros și gust plăcut făinos), Tricholoma sciodes (otrăvitor, pălărie gri, netedă, mătăsoasă, lamele albe cu reflexe clar rozalii, muchiile negrind la bătrânețe, miros neplăcut, ușor de pământ, gust amar, după scurt timp iute), Tricholoma stans (necomestibil), Tricholoma terreum (comestibil) sau Tricholoma virgatum (otrăvitor, suprafață dungată, mătăsoasă și lucioasă, de culoare gri-cenușie până gri-metalică, miros de pământ sau ridichii, niciodată făinos, gust amar și foarte iute) sau chiar și cu Clitocybe nebularis (limitat comestibilă) cu forme mai maronii ale Lepista nuda (comestibilă) ori cu Tricholoma fucatum (comestibil, dar de valoare scăzută, slab gălbuie, miros de făină și gust identic, neamar, trăiește în păduri de conifere) și Tricholoma populinum (comestibil, de valoare scăzută).

## Specii asemănătoare

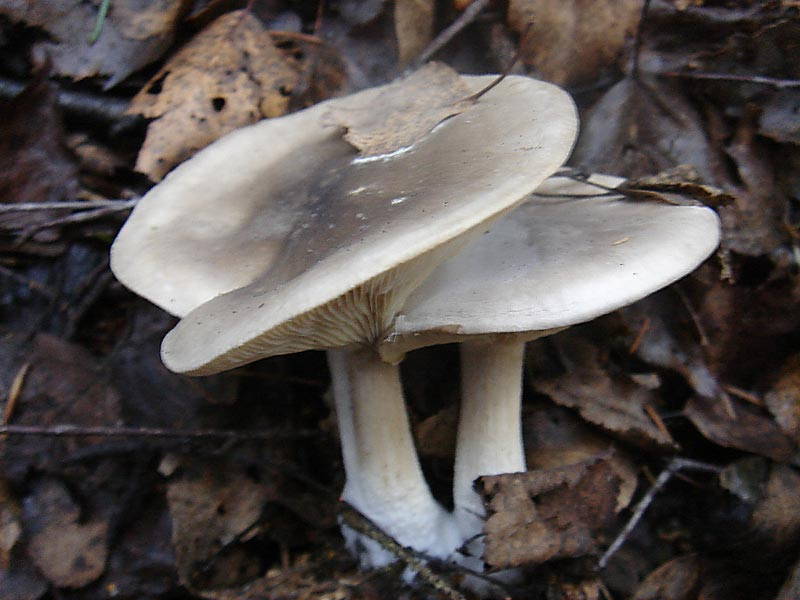
Clitocybe nebularis
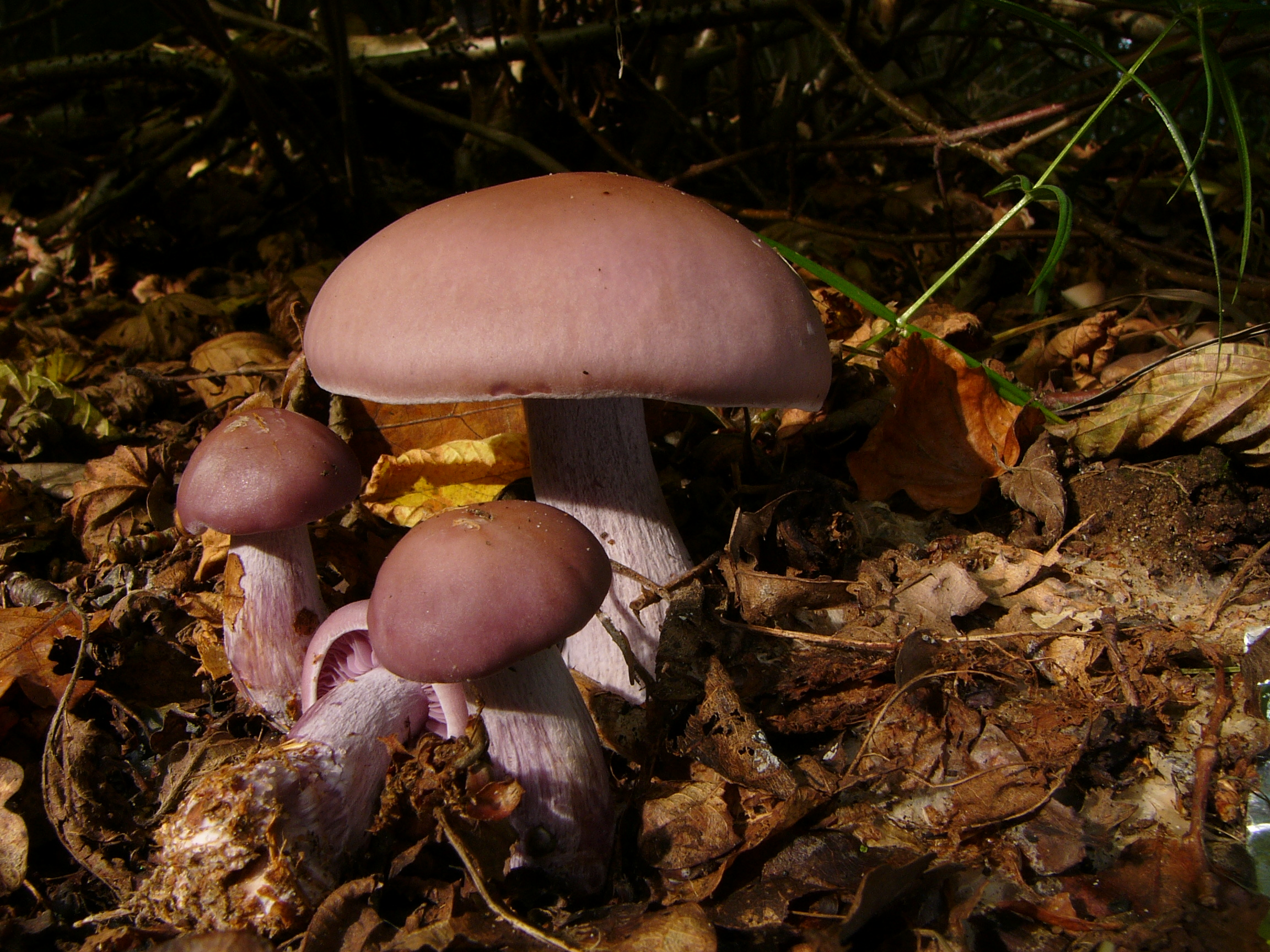
Lepista nuda
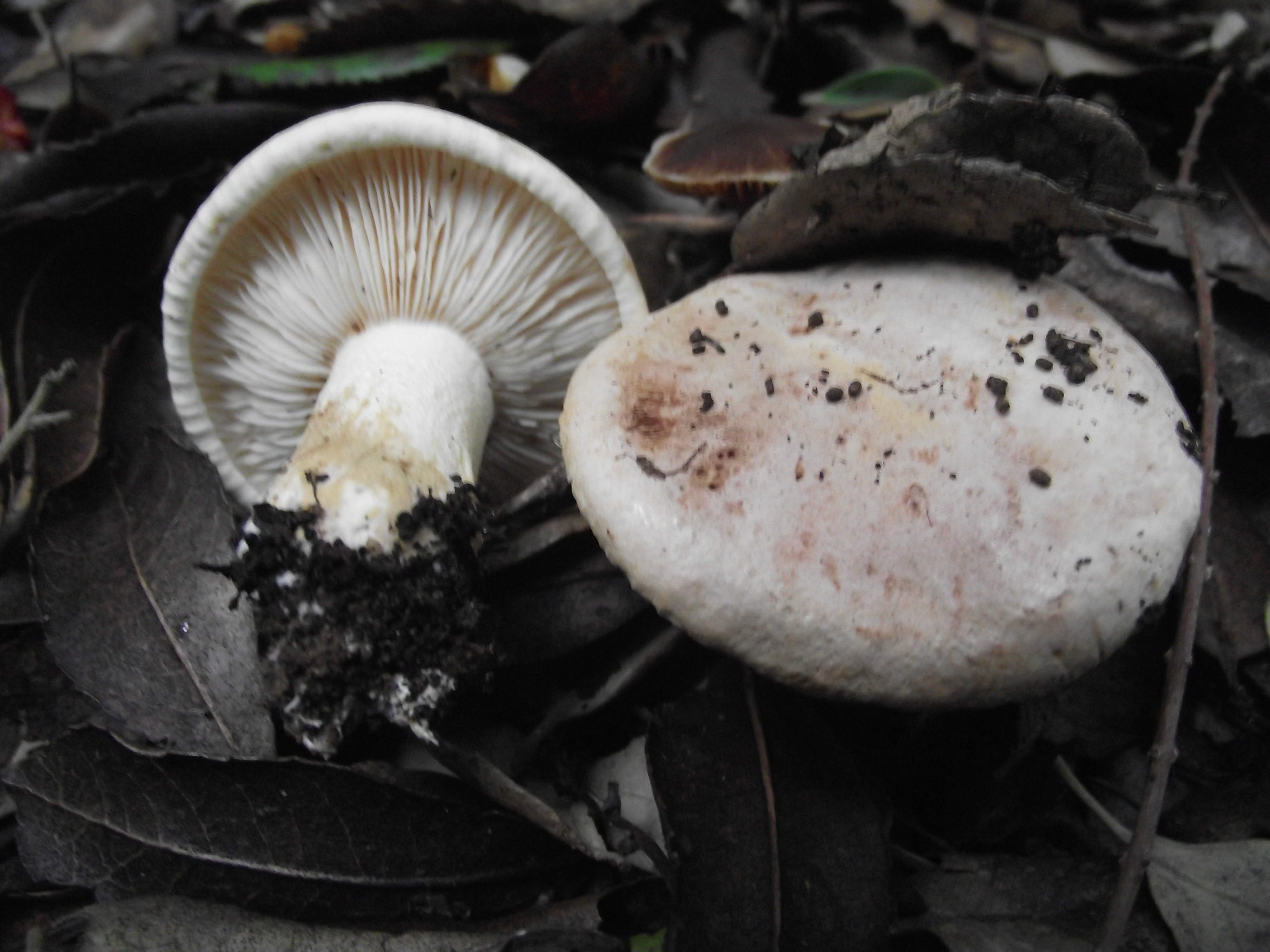
! Tricholoma acerbum !
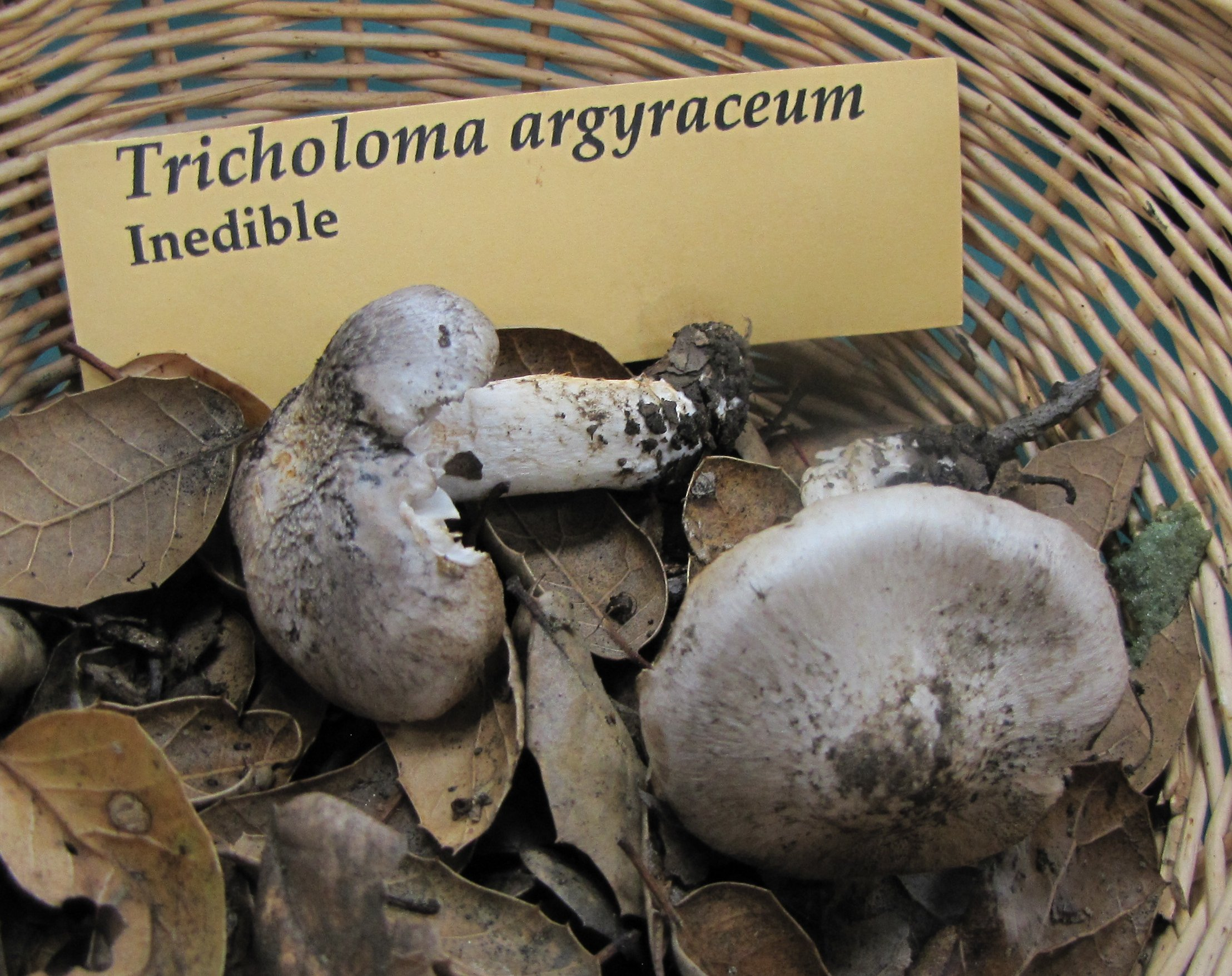
Tricholoma argyraceum
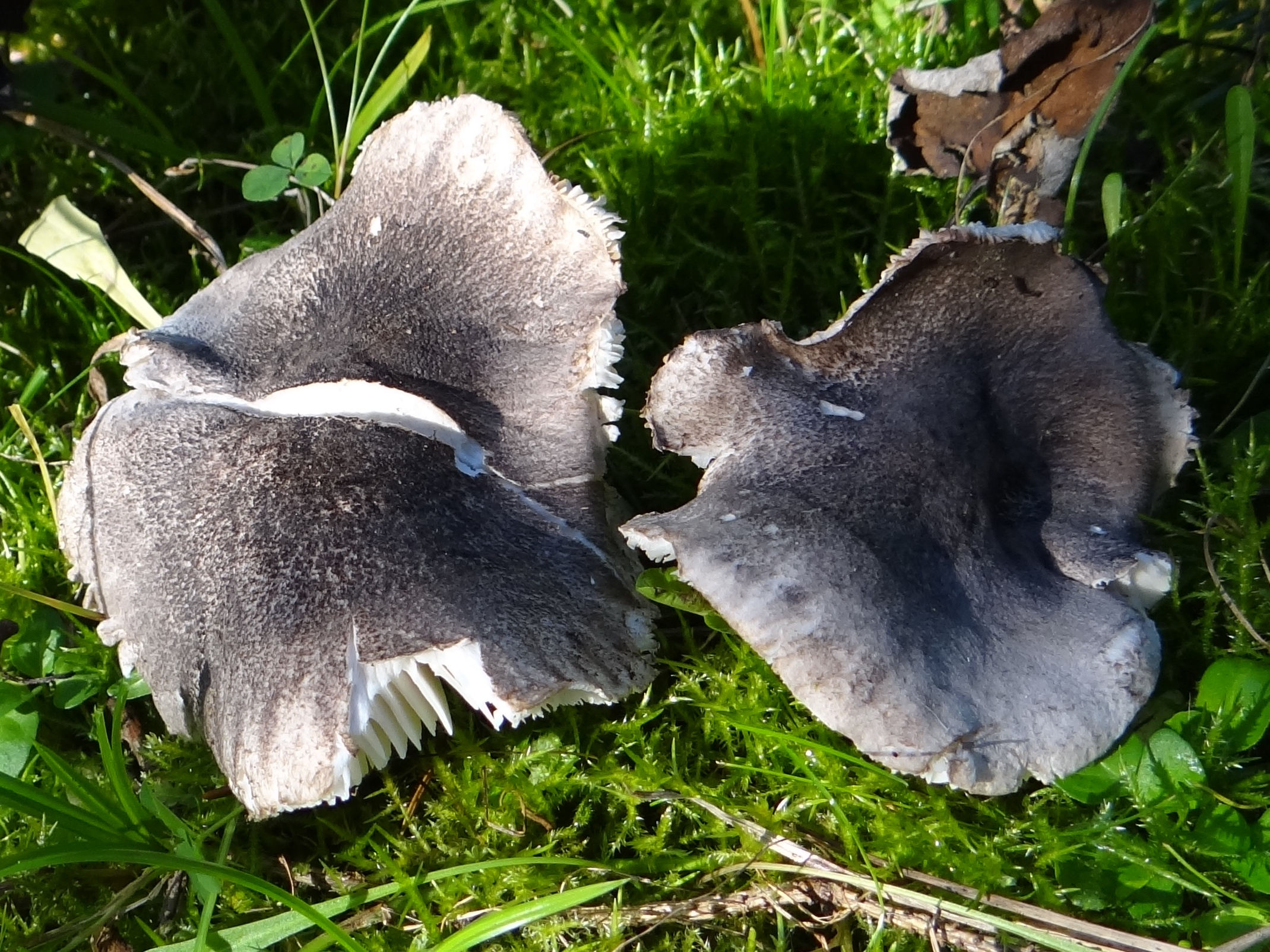
Tricholoma atrosquamosum sin. squarrulosum
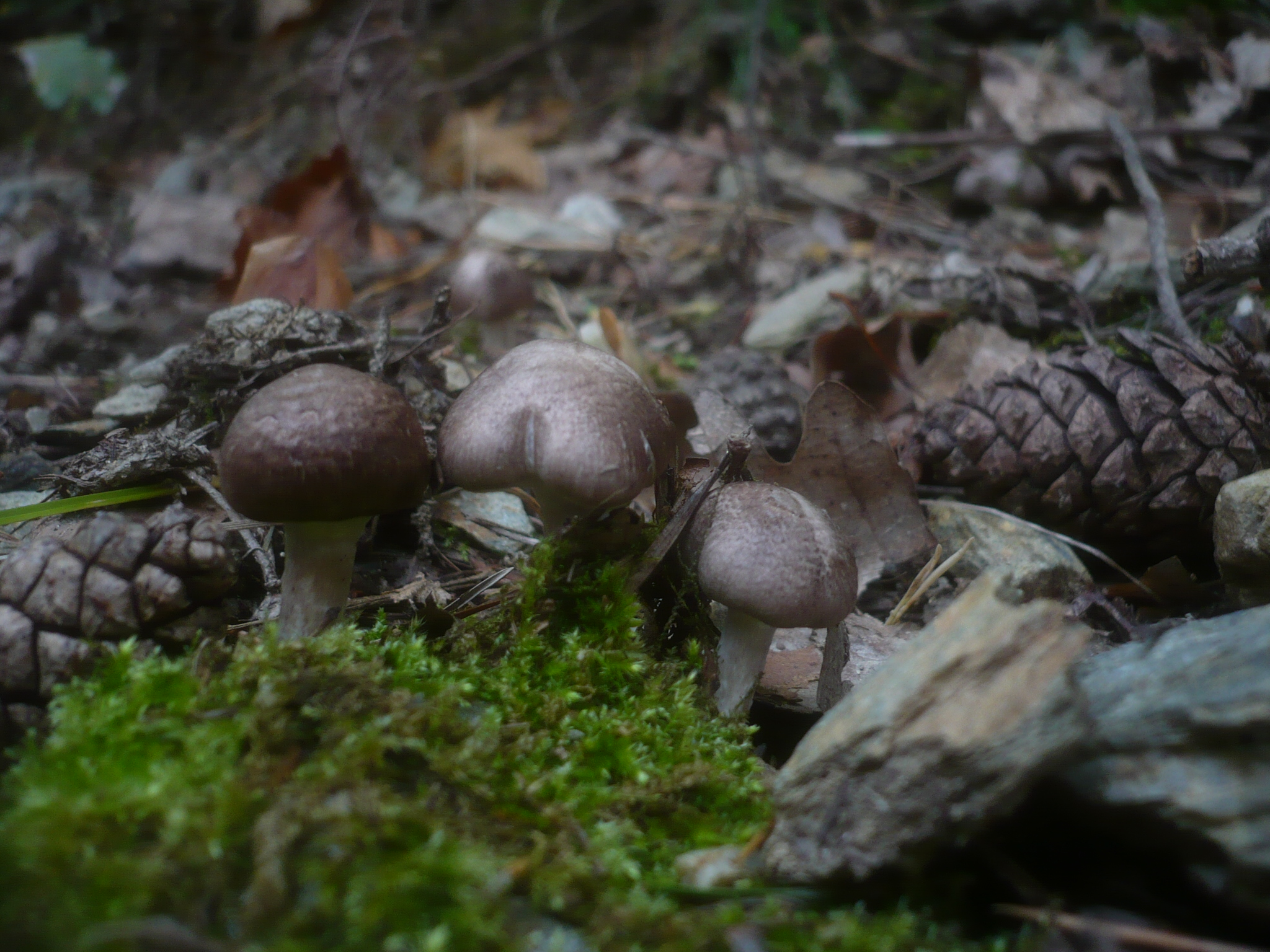
Tricholoma cingulatum
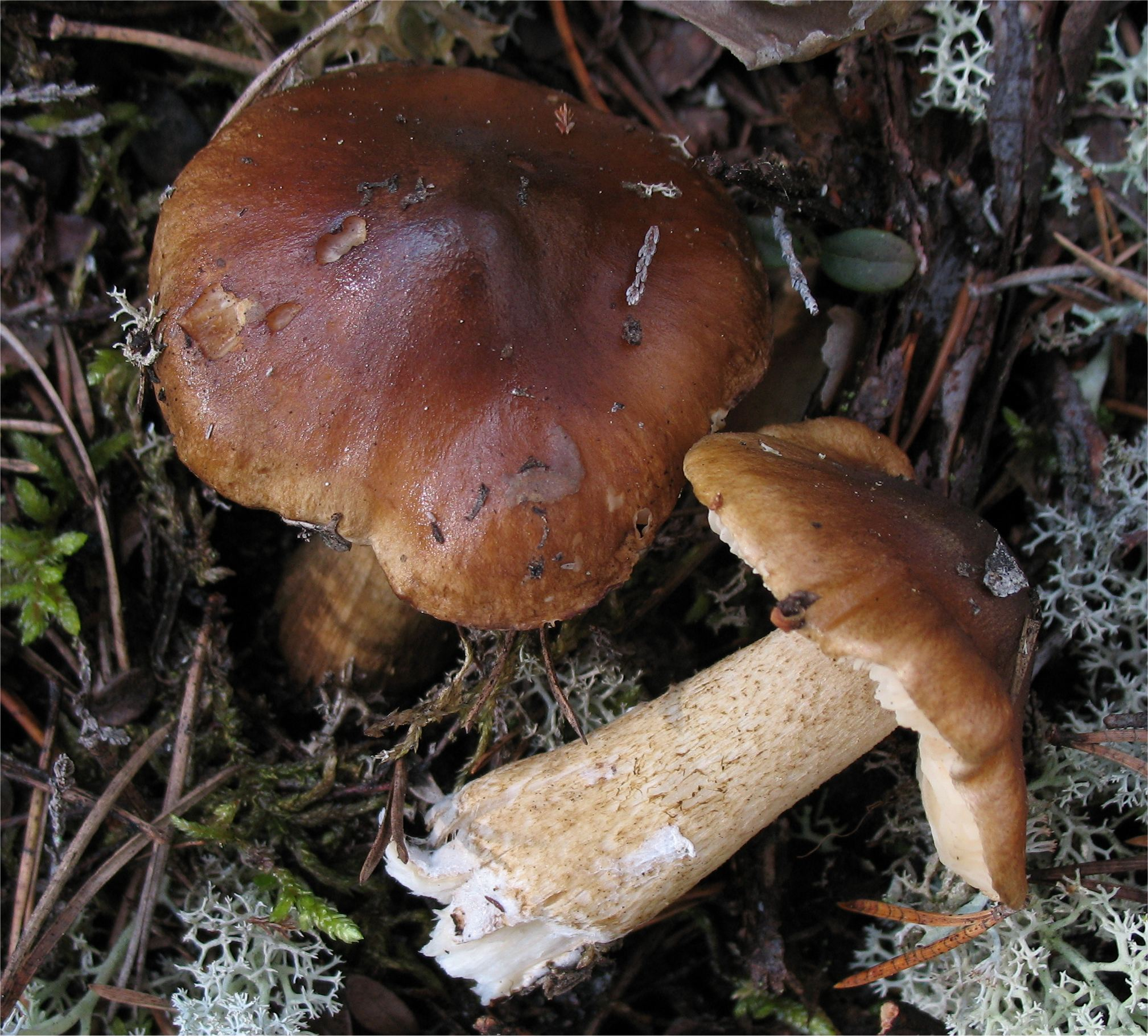
Tricholoma fucatum
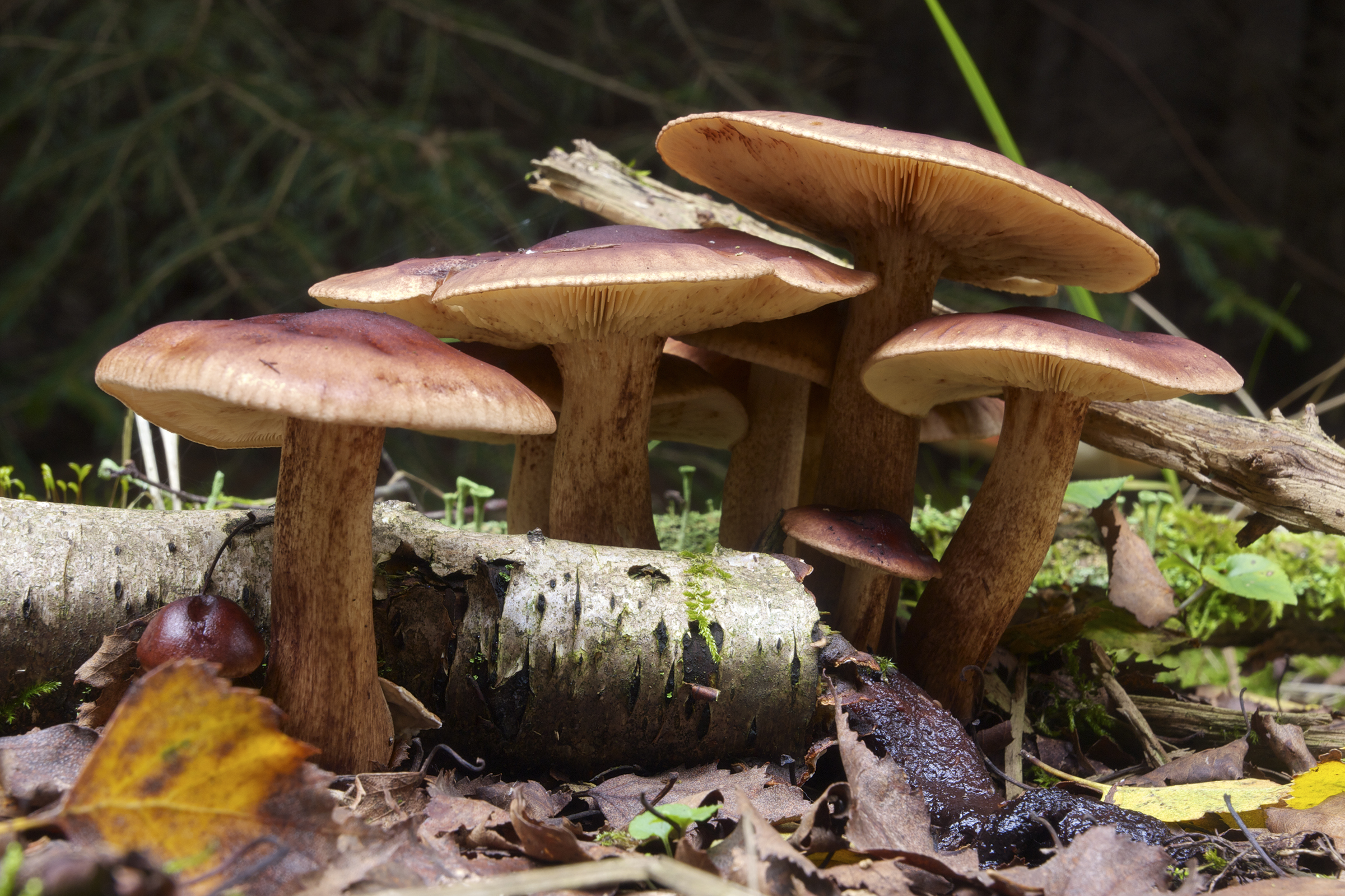
! Tricholoma fulvum !
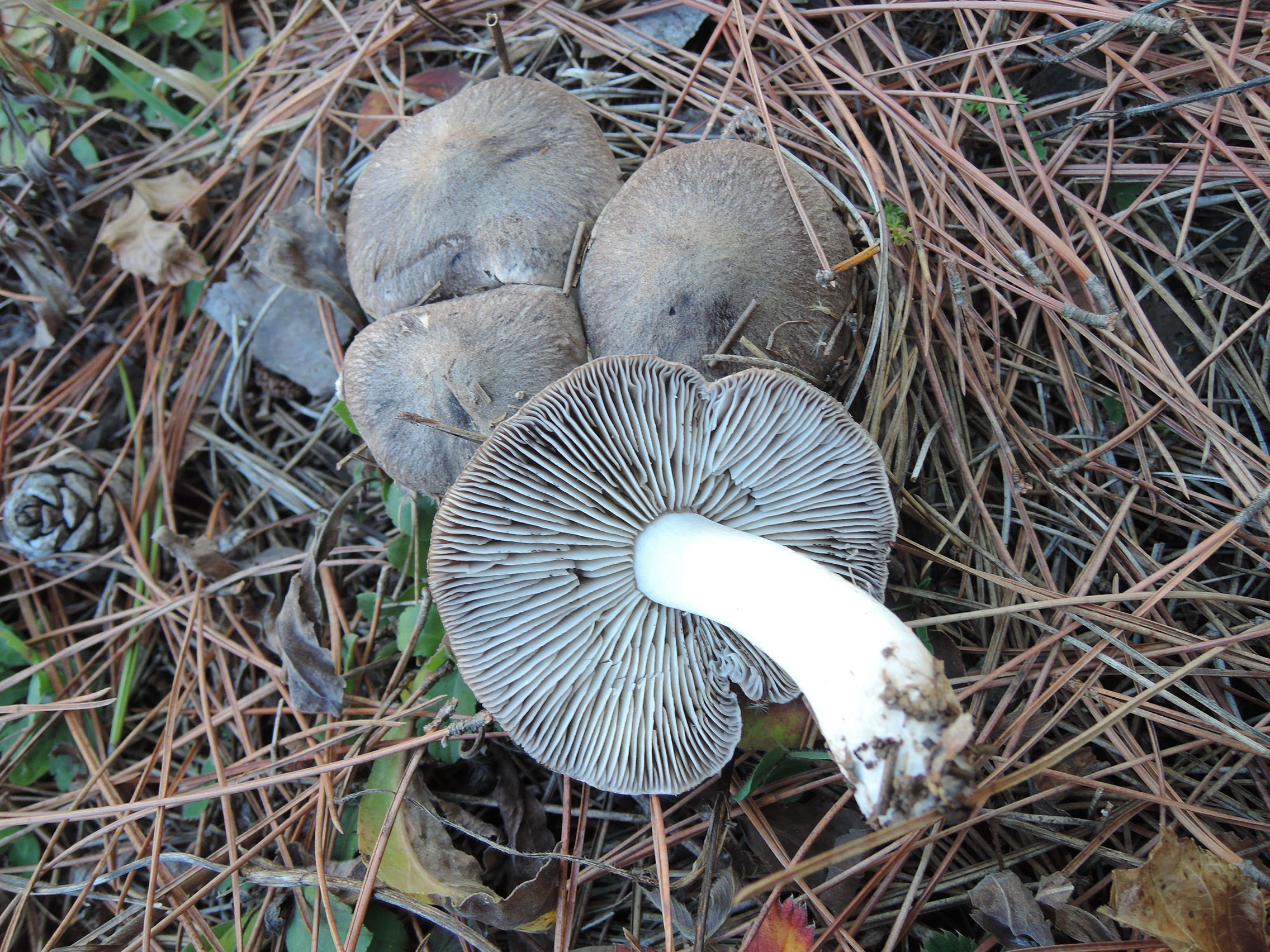
Tricholoma gausapatum

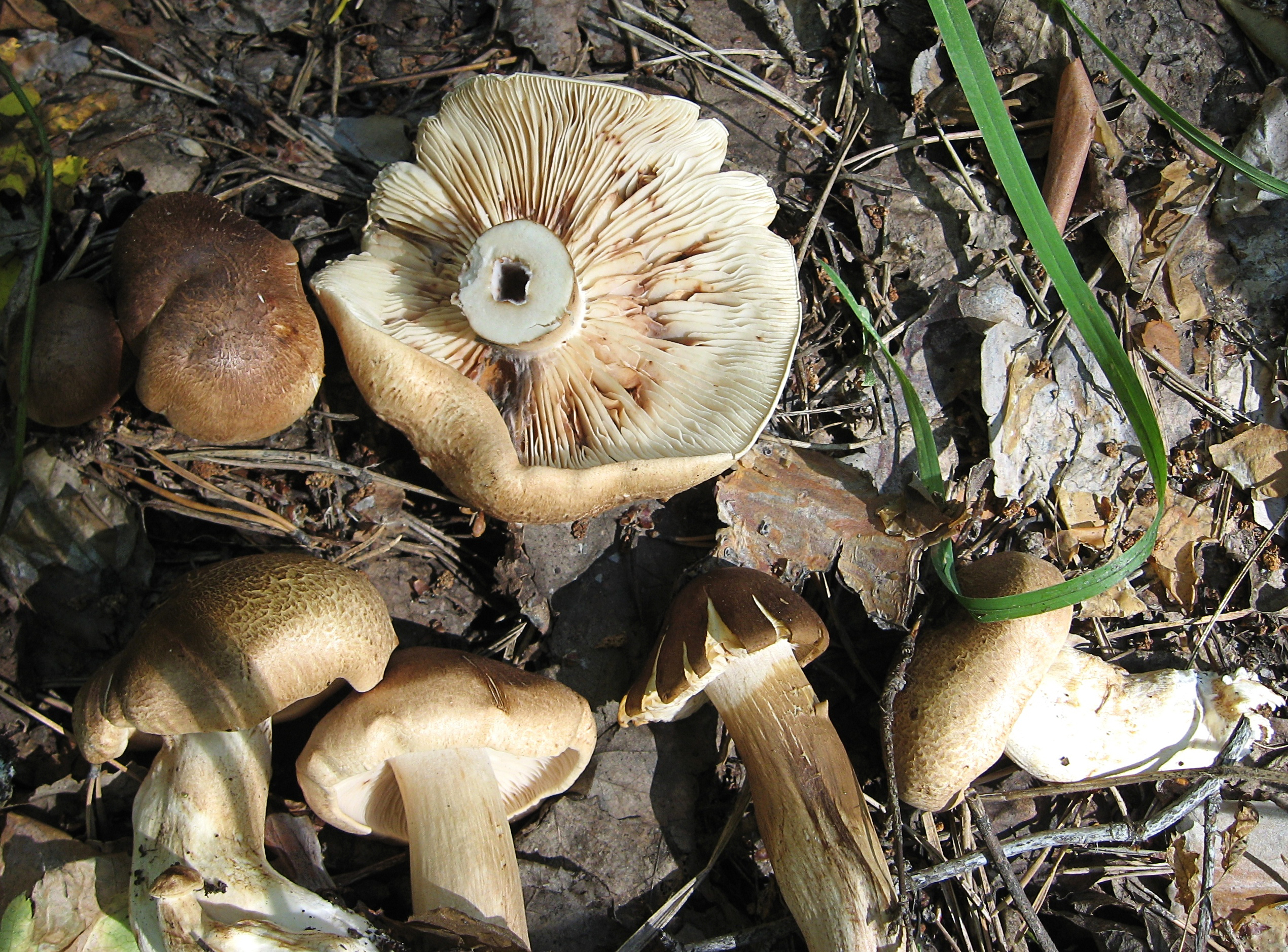
Tricholoma imbricatum
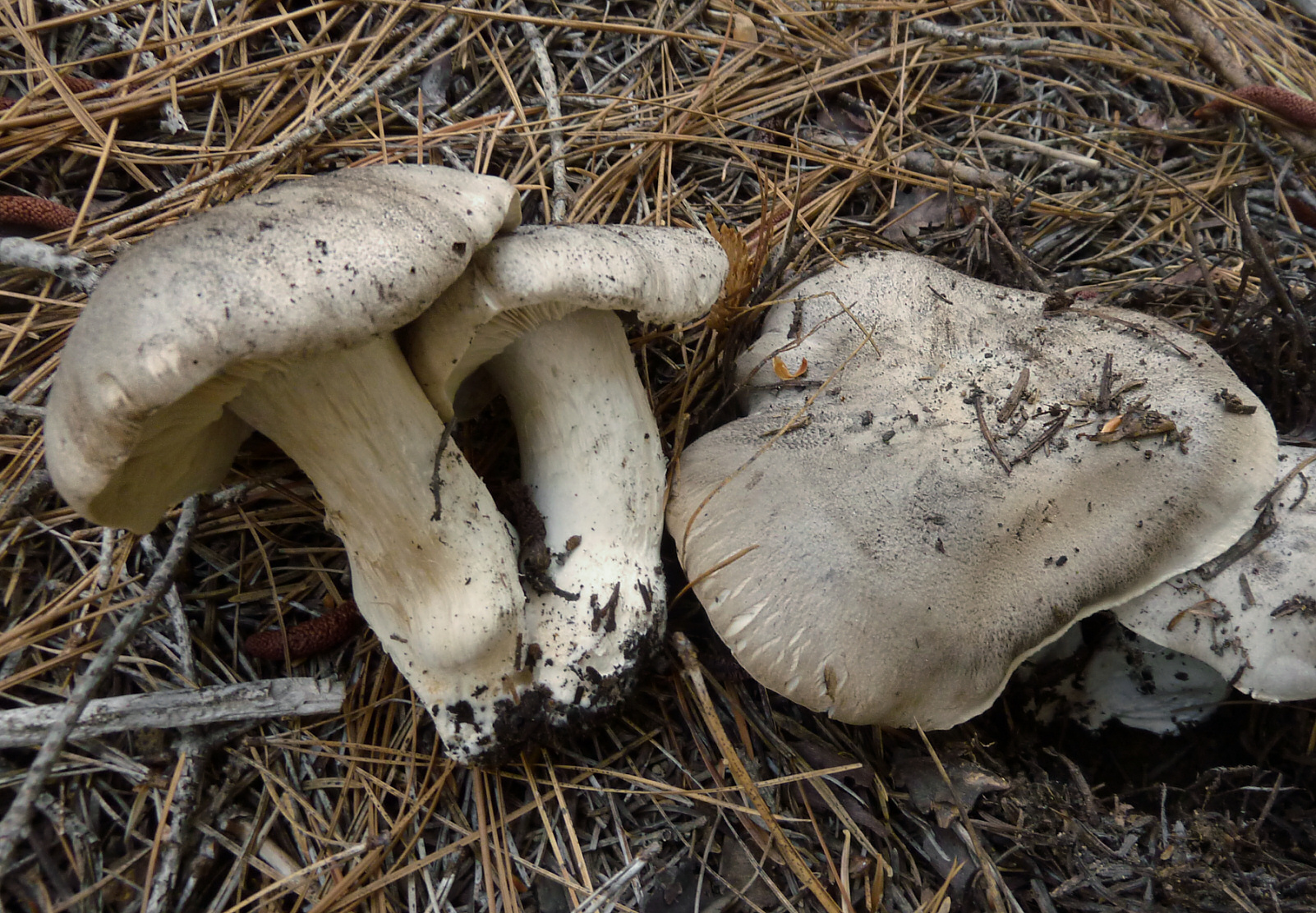
!! Tricholoma pardinum sin. Tricholoma tigrinum !!
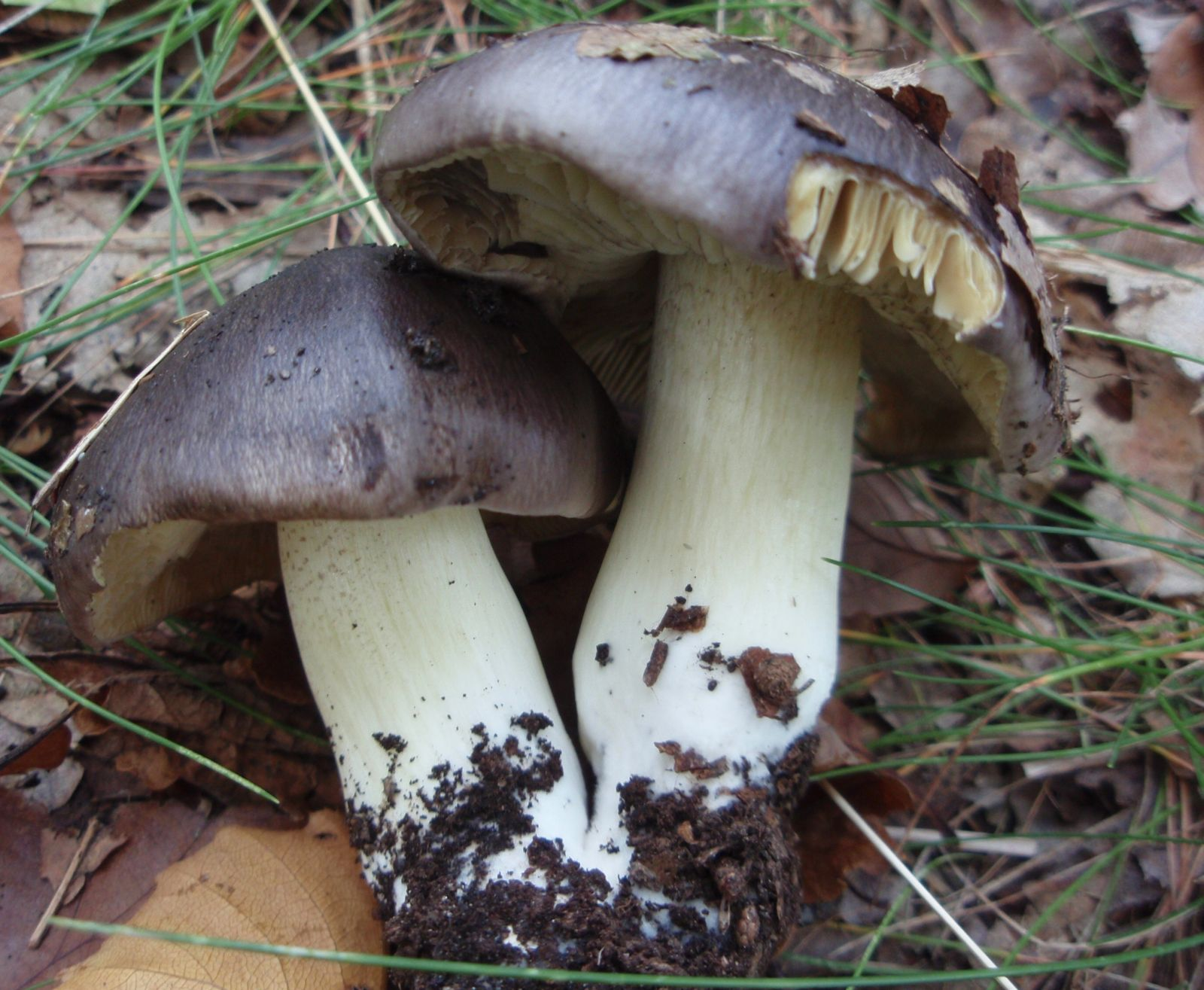
Tricholoma portentosum
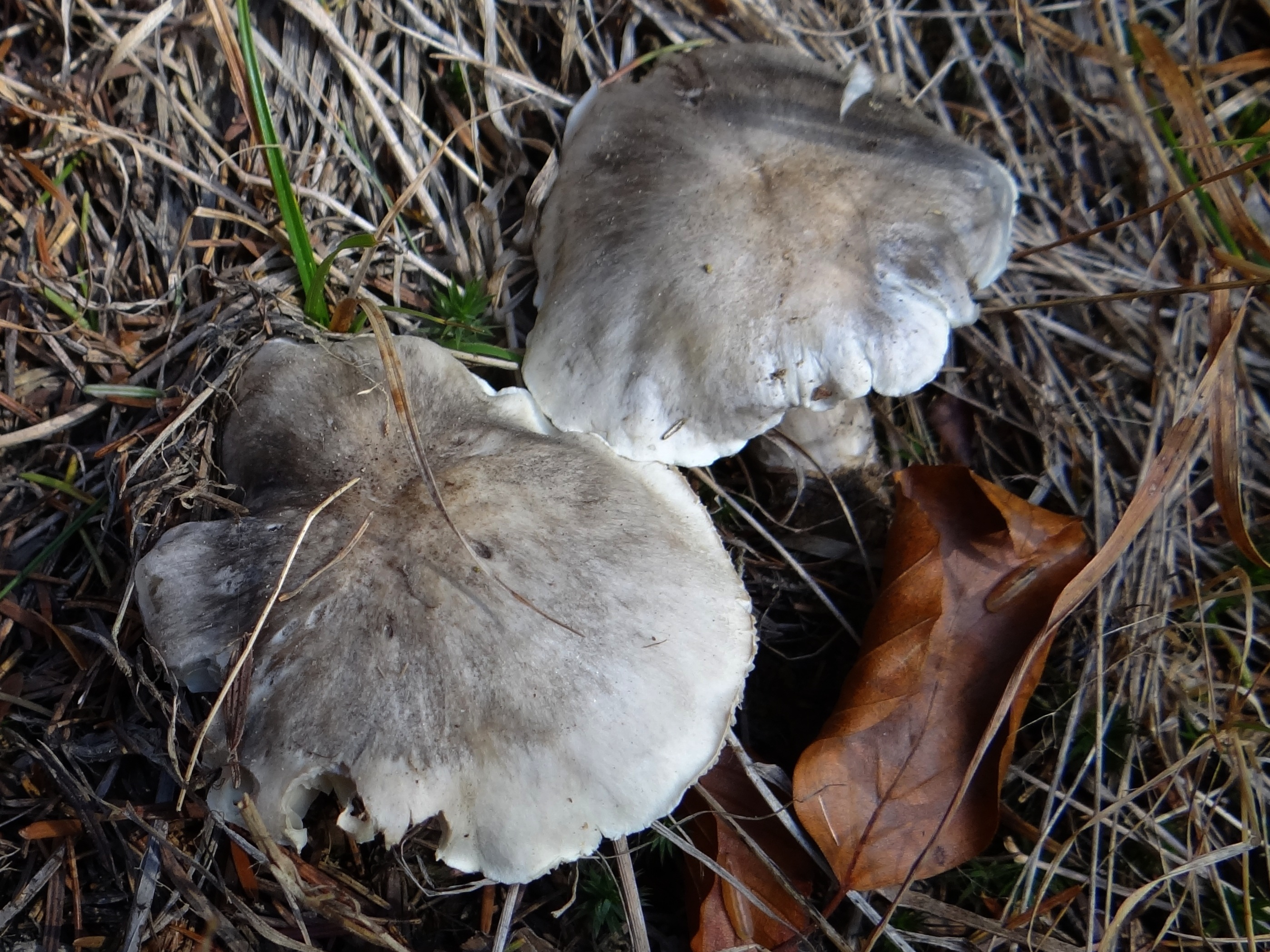
!! Tricholoma sciodes !!
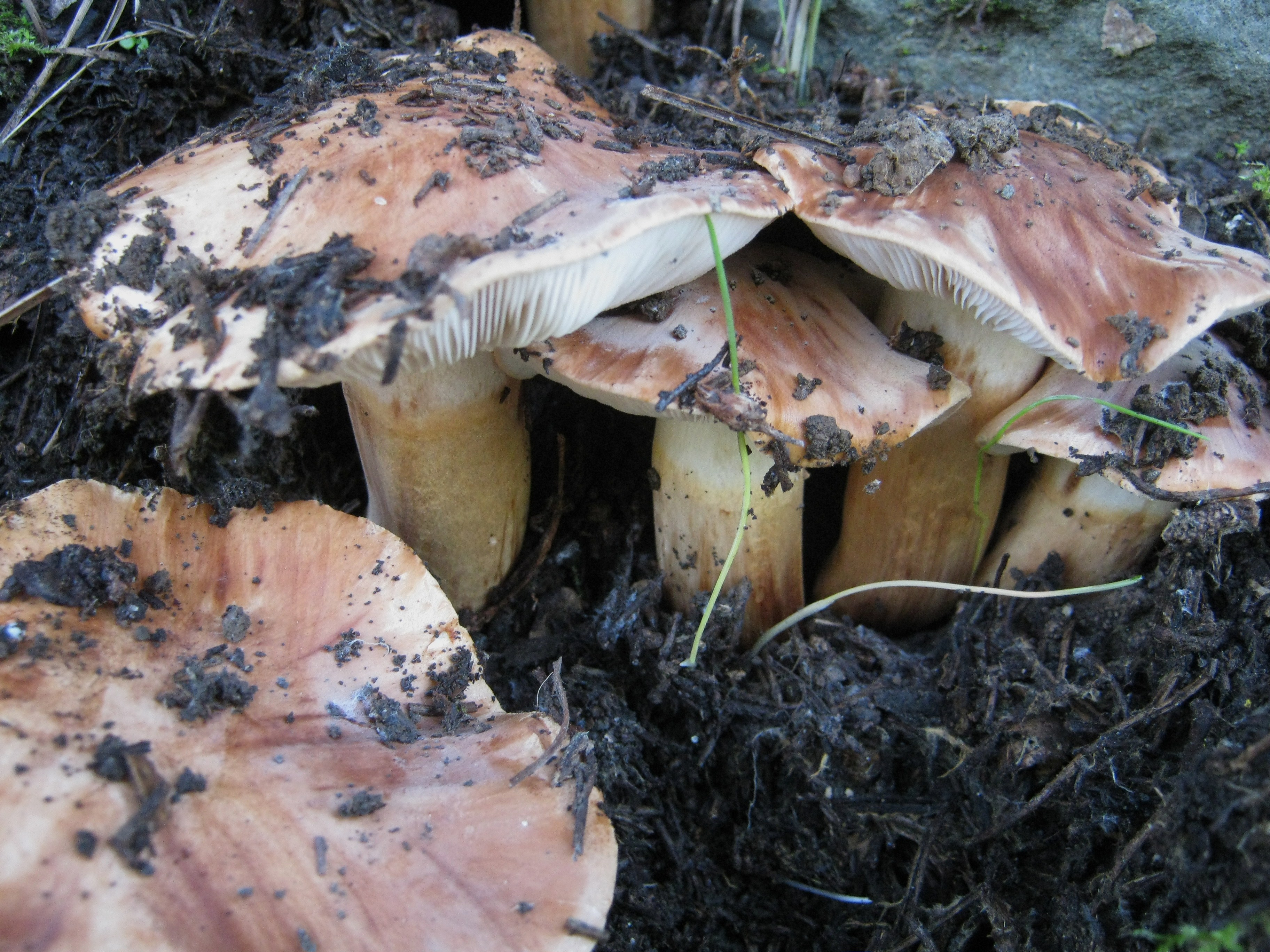
!  Tricholoma stans!
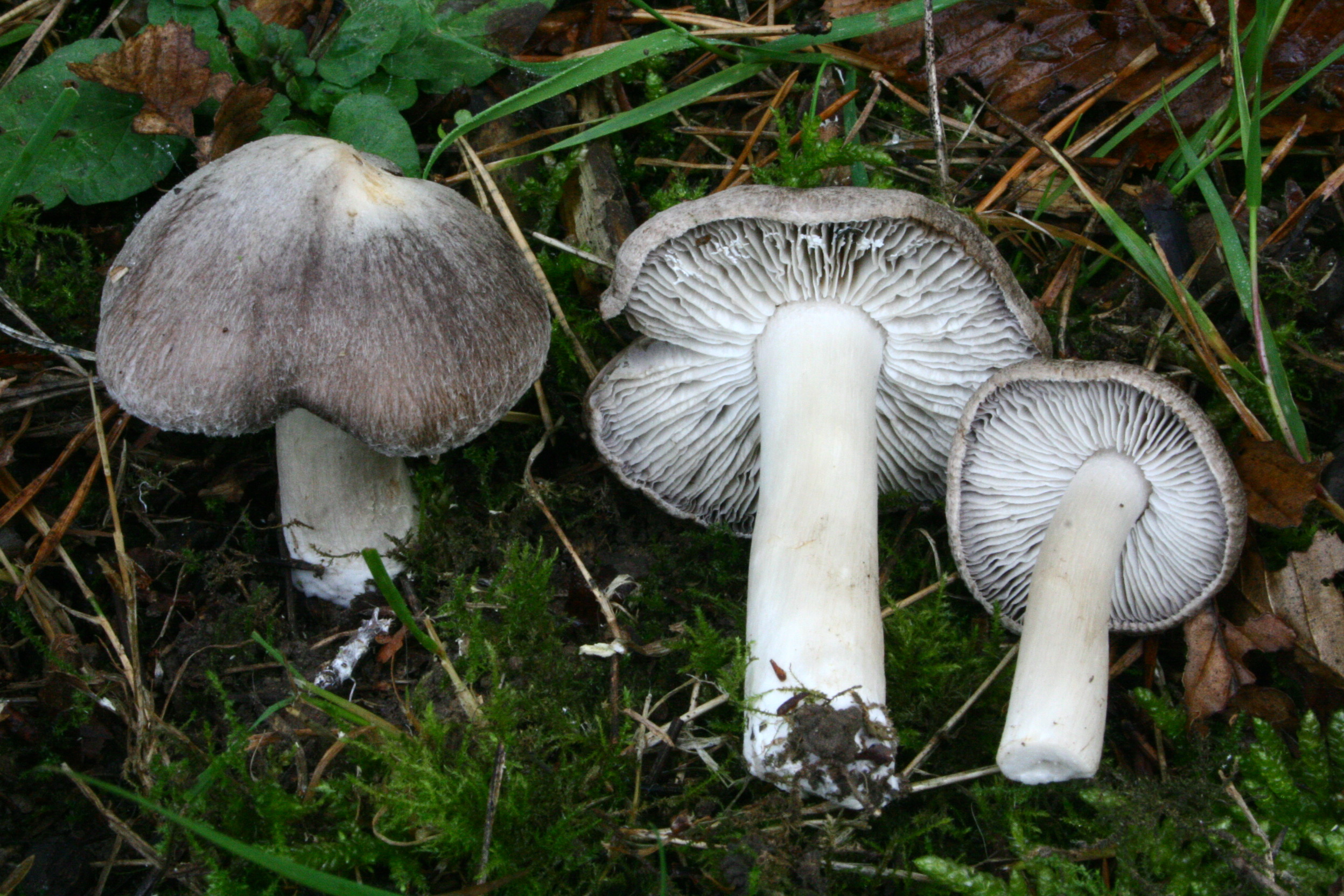
Tricholoma terreum
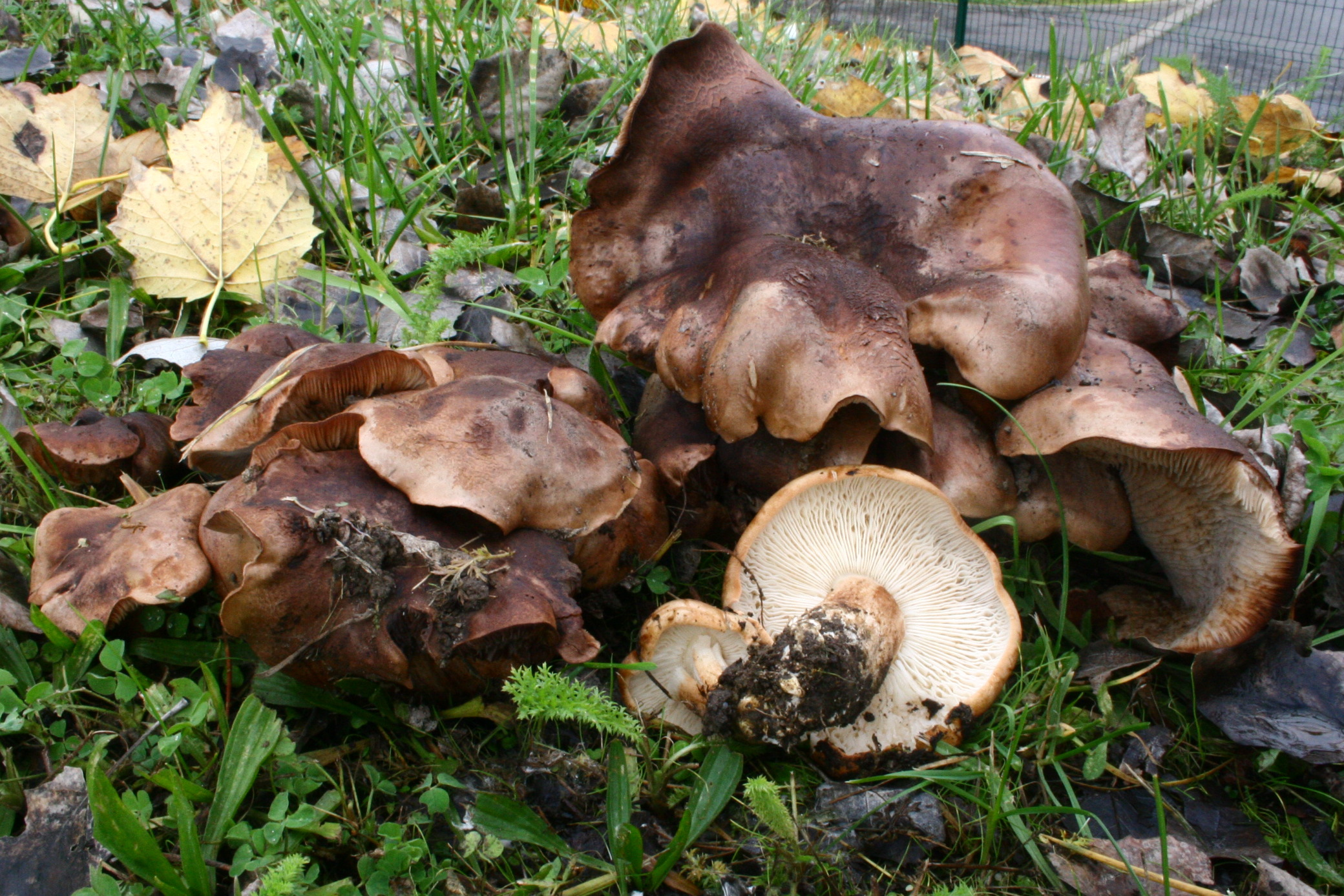
Tricholoma populinum
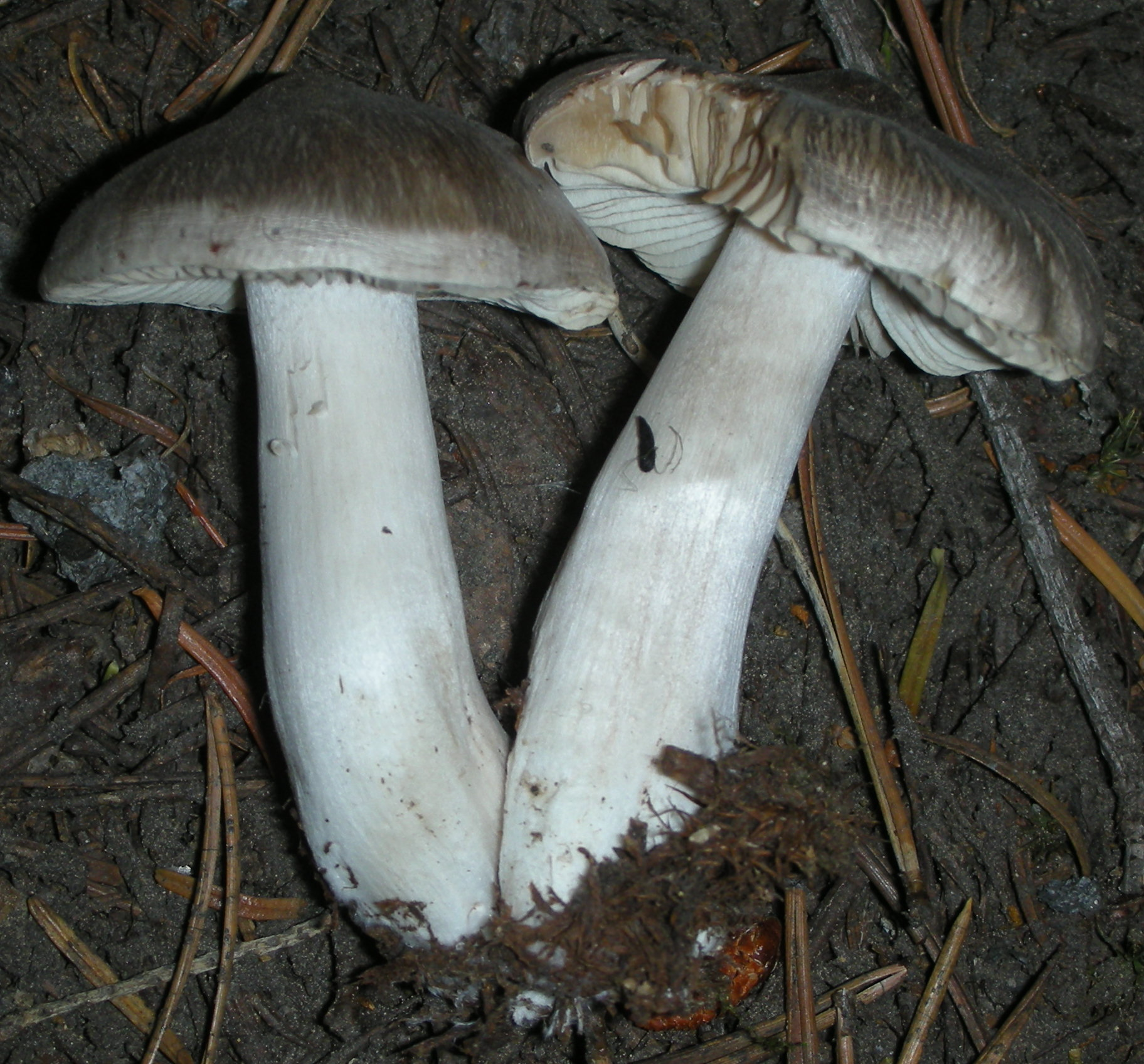
!!Tricholoma virgatum!!

## Valorificare
Această ciupercă este din cauza mirosului precum gustului ei necomestibilă. Declararea unor autori, că ciupercă ar fi ușor otrăvitoare, ingerată în porții mai mari, se poate neglija. Pe de o parte, singur adăugarea de puține ciuperci la o mâncare ar distruge gustul și mirosul acesteia pentru consumatori de azi, pe de alta, buretele a fost deja mâncat în timpuri de război sau mare mizerie.
Datorit marii variabilități a ciupercii, unii culegători spun: „Atunci când un burete de genul Tricholoma  nu poate fi determinat, acesta poate fi doar un săpunel!”
| Nu mâncați niciodată bureți de genul Tricholoma iuți și/sau amari pentru că provoacă mereu tulburări gastrointestinale, parțial foarte severe. |